# (17262) Winokur
(17262) Winokur (2000 JS62) – planetoida z grupy pasa głównego asteroid okrążająca Słońce w ciągu 3,5 lat w średniej odległości 2,31 j.a. Odkryta 9 maja 2000 roku.